# Pulau Sebesi
Pulau Sebesi är en ö i Indonesien.   Den ligger i provinsen Lampung, i den västra delen av landet, 150 km väster om huvudstaden Jakarta. Arean är 24,3 kvadratkilometer.
Terrängen på Pulau Sebesi är kuperad. Öns högsta punkt är 828 meter över havet. Den sträcker sig 5,7 kilometer i nord-sydlig riktning, och 6,0 kilometer i öst-västlig riktning.